# Viola Burnham
Viola Victorine Burnham (geb. Harper; 26. November 1930; gest. 10. Oktober 2003) war eine Politikerin in Guyana. Sie war Mitglied der Partei People’s National Congress und die Frau und Wittwe von Forbes Burnham.

## Leben

### Jugend und Ausbildung
Burnham wurde am 26. November 1930 in New Amsterdam, Berbice geboren. Sie war die jüngste von acht Kindern des Lehrers James Nathaniel Harper und dessen Frau Mary (née Chin). Nachdem ihr Vater gestorben war, zog die Familie nach Georgetown, wo sie mit einem Stipendium die Bishops’ High School besuchte. Nach einer kurzen Anstellung bei der Zeitung The Argosy wurde sie Lehrerin, wodurch sie ein Stipendium für eine universitäre Ausbildung im Ausland erhalten konnte. Sie erwarb einen Bachelor in Latein an der University of Leicester, dann einen Master in Education (Pädagogik) an der University of Chicago. Sie kehrte zurück, um an der Bishops High Latein zu unterrichten.

### Politik
1967 heiratete sie den damaligen Premierminister Forbes Burnham. Es war seine zweite Ehe und das Paar hatte zwei Töchter. 1967 übernahm sie das Amt der Stellvertretenden Vorsitzenden der Women’s Auxiliary (Frauenhilfe) des PNC, wo sie für die Reorganisation und Übernahme von weiteren Verantwortlichkeiten für Frauenfragen zuständig war. 1976 wurde sie als Vorsitzende gewählt. Aus der Frauenhilfe war zu der Zeit schon das Women’s Revolutionary Socialist Movement (WRSM) geworden. Durch das WRSM war Burnham verantwortlich für Projekte zur Arbeitsvermittlung von Frauen und Bildung in Guyana sowie in der größeren karibischen Region. Sie war Gründungsmitglied und Vizepräsidentin der Caribbean Woman’s Association. Sie führte auch die guyanische Delegation bei den ersten drei United Nations Conferences on Women. Sie war auch Vorsitzende in der Guyana National Commission for the Year of the Child.
Nach dem Tod von Forbes Burnham wurde sie im August 1985 in das Kabinett von Desmond Hoyte als Vice President und Stellvertretende Premierministerin mit Verantwortung für Bildung, soziale Entwicklung und Kultur berufen.
Sie wurde 1985 auch ins Parlament gewählt. Im Oktober 1991 trat sie von Parlament und Kabinett zurück.

## Ehrungen
1984 wurde sie mit dem Order of Roraima geehrt.